# Puebla (España)
Puebla (llamada oficialmente Santa María Madanela da Proba de Burón) es una parroquia y una aldea española del municipio de Fonsagrada, en la provincia de Lugo, Galicia.

## Otras denominaciones
La parroquia también es conocida por los nombres de Santa María Magdalena de Poboa, Santa María Magdalena de Puebla de Burón, Santa María Madanela de Pobra de Burón y Santa María Magdalena de Puebla.

## Historia
Puebla fue capital del antiguo concejo gallego de Burón. En 1834 el concejo quedó integrado en la nueva provincia de Lugo conservando la capitalidad municipal hasta finales del siglo XIX.
Durante el antiguo régimen, desde la Edad Media, el territorio de los actuales ayuntamientos de Fonsagrada y Negueira de Muñiz perteneció a la antigua Provincia de Lugo, en el Reino de Galicia, y se denominó Tierra de Burón o, más modernamente, Concejo de Burón, ocupando la parte occidental de la cuenca alta del río Navia, lindando con el antiguo Partido de Asturias, perteneciente en aquel entonces a la antigua provincia de León.
A nivel eclesiástico, buena parte de dicho territorio formaba el arciprestazgo de Burón, incluido en el arcedianato de Ribadeo (sin relación con la localidad homónima) del obispado de Oviedo.

## Organización territorial
La parroquia está formada por cinco entidades de población, constando una de ellas en el nomenclátor del Instituto Nacional de Estadística español:
- A Cruz Nova
- Milladoiro
- O Chao
- Puebla de Burón (A Proba de Burón)
- Trambasaguas

## Demografía
Según el INE, a 1 de enero de 2020 contaba con 105 habitantes.
Gráfica demográfica de la aldea de Puebla de Burón y de la parroquia de Puebla según el INE español:
| Gráfica de evolución demográfica de Puebla entre 2000 y 2019 |
|                                                              |
| Datos según el nomenclátor publicado por el INE.             |

## El castillo
En la parroquia destaca principalmente el castillo que pertenecía al feudo de los Condes de Altamira del Valle de Burón. El castillo es conocido con el nombre de "A Fortaleza" y actualmente solo se encuentra en pie una de sus torres ya que fue destruido casi por completo a mediados del siglo XX.
Por esta aldea también pasa el 'Camino Primitivo', una de las rutas más antiguas del Camino de Santiago.

## Economía
La economía se basa fundamentalmente en la ganadería, aunque existen pocas explotaciones ganaderas de relevada importancia. 